# Zilog Z380

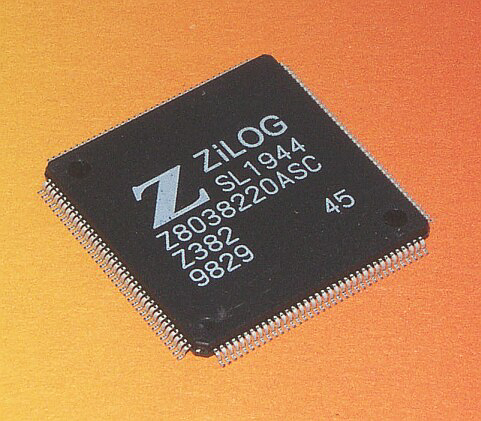
Zilog Z382

El Z380 es un procesador de 16-bit/32 bits de Zilog, presentado en 1994. Es compatible con el Z80, pero fue lanzado mucho más tarde que sus competidores (el Intel 80386 y el Motorola 68020) y por ello nunca pudo obtener un porcentaje del mercado significativo. Por otro lado, el nuevo y más rápido Zilog eZ80 ha tenido mucho más éxito (a 2005).
El procesador soporta procesamiento de 16 bits con una frecuencia de reloj de hasta 20 MHz.
El Z380 es incompatible con la generación anterior de CPU de Zilog, el Z280. Debido a que el Z380 está basado en el Z180, es un diseño más simple y menos eficiente que el Z280, con muchas menos funciones:
- No posee segmentación de instrucciones (solo superposición de carga y ejecución)[2]
- No posee protección de memoria
- La MMU es mucho más simple
- Requiere como mínimo de 4 ciclos de reloj por cada instrucción[cita requerida], contra 1 o 2 del Z280.
- No posee caché en el propio chip
- Carece de interrupción de excepciones de entrada/salida